# Вилађо Солито Посто (Кротоне)
Вилађо Солито Посто је насеље у Италији у округу Кротоне, региону Калабрија.
Према процени из 2011. у насељу је живело 2 становника. Насеље се налази на надморској висини од 6 м.